# Divisore di potenza di Wilkinson

Divisore di potenza in tecnologia a microstriscia

Nel campo dell'ingegneria delle microonde e della progettazione di circuiti, il divisore di potenza di Wilkinson è una specifica classe di circuito divisore di potenza in grado di ottenere l'isolamento tra le porte di uscita mantenendo, allo stesso tempo, una condizione di adattamento su tutte le porte. La progettazione di Wilkinson può essere usata anche come combinatore di potenza poiché è costituita da componenti passivi e quindi reciproci (ossia dal comportamento reversibile invertendo la direzione). Pubblicato per la prima volta da Ernest J. Wilkinson nel 1960, questo circuito trova largo impiego nei sistemi di comunicazione a radiofrequenza che utilizzano canali multipli poiché l'alto grado di isolamento tra le porte di uscita previene fenomeni di diafonia tra i singoli canali.
Il divisore di potenza di Wilkinson impiega trasformatori a un quarto d'onda, che possono essere facilmente fabbricati come linee a un quarto d'onda su circuiti stampati. È anche possibile usare altre forme di linee di trasmissione (per esempio un cavo coassiale) o di elementi circuitali a costanti concentrate (induttori e condensatori).

## Teoria

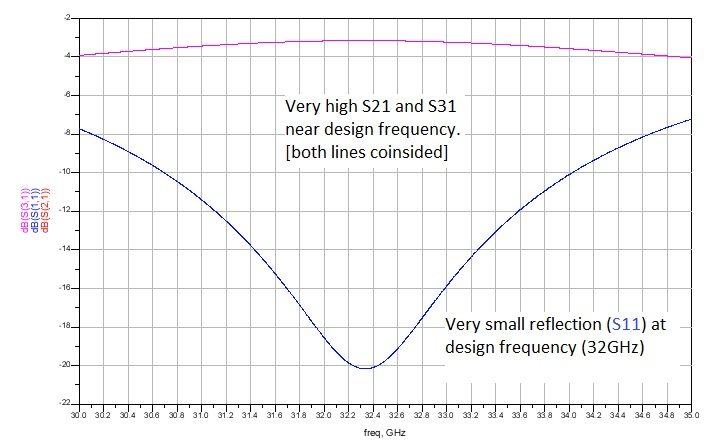
Immagine che mostra la tipica uscita attesa da un divisore di potenza di Wilkinson. I parametri sono pari quasi -3 dB e il parametro è basso vicino alla frequenza di progettazione.

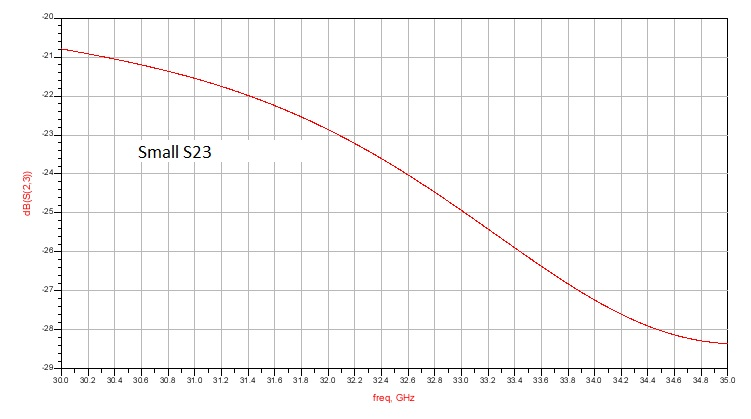
L'immagine mostra un isolamento molto elevato tra le porte di uscita (porte 2 e 3) di un divisore di potenza di Wilkinson

I parametri di scattering per il caso comune di un divisore di potenza di Wilkinson a 2 vie che divida la potenza in parti uguali alla frequenza di progettazione sono dati da
{\displaystyle [S]={\frac {-j}{\sqrt {2}}}{\begin{bmatrix}0&1&1\\1&0&0\\1&0&0\\\end{bmatrix}}}
Un'analisi della matrice S rivela che la rete è reciproca ({\displaystyle S_{ij}=S_{ji}}), che i terminali sono adattati ({\displaystyle S_{11},S_{22},S_{33}=0}), che i terminali di uscita sono isolati ({\displaystyle S_{23},S_{32}}=0), e che si ottiene la divisione di potenza in parti uguali ({\displaystyle S_{21}=S_{31}}). La matrice non unitaria risulta dal fatto che la rete è con perdite. Con un divisore di Wilkinson ideale si avrebbe {\displaystyle S_{21}=S_{31}=-3\,{\text{dB}}=20\log _{10}({\frac {1}{\sqrt {2}}})}. 
Il teoremi sulle reti stabiliscono che un divisore non può soddisfare tutte e tre le condizioni (essere adattato, reciproco e senza perdite) allo stesso tempo. Il divisore di Wilkinson soddisfa le prime due (adattamento e reciprocità) e non può soddisfare l'ultima (assenza di perdite). Pertanto, si verificano perdite nella rete.
Non si verifica alcuna perdita quando i segnali alle porte 2 e 3 sono in fase ed hanno ampiezza uguale. In caso di rumore in ingresso alle porte 2 e 3, il livello di rumore alla porta 1 
non aumenta, metà della potenza del rumore viene dissipata nel resistore.
A cascata, la potenza in ingresso potrebbe essere divisa per qualsiasi numero {\displaystyle n} di uscite.
Divisione disuguale / asimmetrica attraverso il divisore Wilkinson
Se i bracci per le porte 2 e 3 sono connessi con impedenze diseguali, allora si può ottenere una divisione di potenza asimmetrica. 
Quando l'impedenza caratteristica è {\displaystyle Z_{0}}, si vule dividere la potenza come {\displaystyle P_{2}} e {\displaystyle P_{3}}, e {\displaystyle P_{2}} ≠ {\displaystyle P_{3}}, allora la progettazione può essere ottenuta seguendo le equazioni.
Una nuova costante {\displaystyle K} è definita per facilità di espressione, con {\displaystyle K^{2}={\frac {P_{3}}{P_{2}}}}

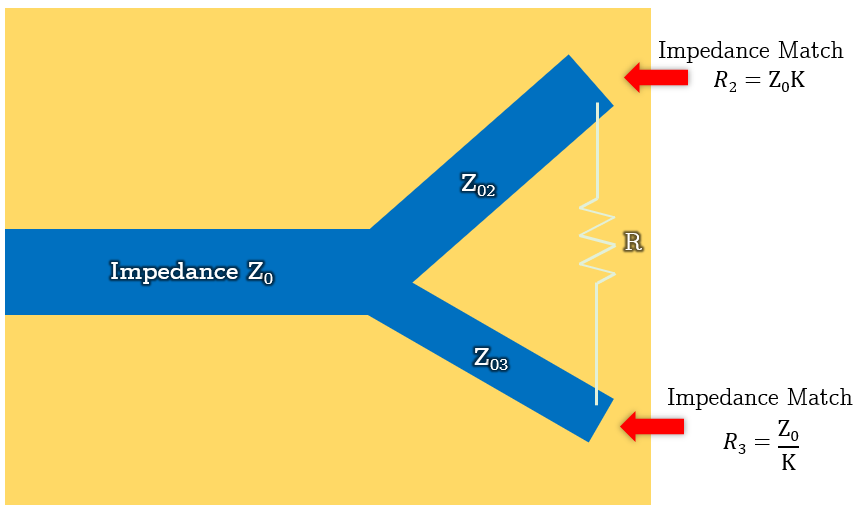
Le impedenze sono diverse nei due rami per ottenere una divisione ineguale del potere. Anche le impedenze di uscita dei due rami sono diverse..

Quindi la linea guida di progettazione è:

{\displaystyle Z_{02}=Z_{0}{\sqrt {\frac {1+K^{2}}{K^{3}}}}}

{\displaystyle Z_{03}=Z_{0}{\sqrt {K(1+K^{2})}}=K^{2}Z_{02}}
 

{\displaystyle R=Z_{0}(K+{\frac {1}{K}})}

Il divisore di Wilkinson che divide la potenza in parti uguali viene ottenuto per {\displaystyle K=1}.